# Caja de música (álbum de Monsieur Periné)
Caja de Música es el segundo álbum de estudio de la banda colombiana Monsieur Periné. Fue lanzado en agosto de 2015 de la mano de Sony Music Colombia en plataformas digitales antes de salir en formato físico. Tras casi tres años de espera la banda comenzó un proceso de composición, de las cuales surgieron canciones muy representativas como "Cempasuchil"  canción que nace en México, con la coautoría de Joselo Rangel e interpretada para el álbum a dúo con Rubén Albarrán de la banda mexicana Café Tacvba, "Marinero Wawani" canción que nació de la colaboración con el artista colombiano Esteman, "Nuestra Canción"   que fue elegida como el primer sencillo que abriría esta nueva etapa musical para la banda, fue la primera canción que fue presentada en vivo, como una previa de lo nuevo que se venía, la canción se dio a conocer oficialmente en Youtube el 28 de abril de 2015 como el primer sencillo del nuevo álbum interpretada a dúo con el cantante dominicano Vicente García .
El arte del disco estuvo a cargo de "José Arboleda" artista visual que estuvo a cargo de Hecho a Mano su primer álbum, el álbum contiene un total de 15 pistas de las cuales se desprendieron un total de 4 sencillos "Nuestra Canción". "No Hace Falta", "Lloré" y "Tu M'as Promis".
Este álbum dio al grupo una nominación al Latin Grammy

## Canciones[5]
| N.º | Título                                | Música          | Escritor(es)                 | Duración |  |
| 1.  | «Nuestra Canción Feat Vicente García» | Monsieur Periné | Catalina García              | 4:20     |  |
| 2.  | «No Hace Falta»                       | Monsieur Periné | Monsieur Periné              | 3:42     |  |
| 3.  | «Tu M'as Promis»                      | Monsieur Periné | Monsieur Periné              | 5:28     |  |
| 4.  | «Interludio: Carillons Á Musique»     | Monsieur Periné | Monsieur Periné              | 0:51     |  |
| 5.  | «Turquesa Menina»                     | Monsieur Periné | Nicolas Junca                | 3:00     |  |
| 6.  | «Déjame Vivir»                        | Monsieur Periné | Santiago Prieto              | 3:34     |  |
| 7.  | «Año Bisiesto»                        | Monsieur Periné | Monsieur Periné              | 3:55     |  |
| 8.  | «Interludio: Paseo»                   | Monsieur Periné | Monsieur Periné              | 0:29     |  |
| 9.  | «Cempasuchil»                         | Monsieur Periné | Monsieur Periné, Café Tacvba | 4:14     |  |
| 10. | «Viejos Amores»                       | Monsieur Periné | Monsieur Periné              | 2:50     |  |
| 11. | «Incendio»                            | Monsieur Periné | Monsieur Periné              | 3:40     |  |
| 12. | «Marinero Wawani»                     | Monsieur Periné | Monsieur Periné              | 4:11     |  |
| 13. | «Lloré»                               | Monsieur Periné | Monsieur Periné              | 3:52     |  |
| 14. | «Mi Libertad»                         | Monsieur Periné | Monsieur Periné              | 5:37     |  |
| 15. | «Outro: Caja de Música»               | Monsieur Periné | Monsieur Periné              | 1:45     |  |

## Lista de sencillos
1. Nuestra Canción.[6]
2. No Hace Falta .
3. Lloré.[7]
4. Tu M'as Promis.[8]